# خنافس الفطور المدورة
خنافس الفطر المدورة (الاسم العلمي: Leiodidae)، هي فصيلة خنافس تضم حوالي 3800 نوع موصوف في جميع أنحاء العالم.